# Bernardino Martínez Hernando

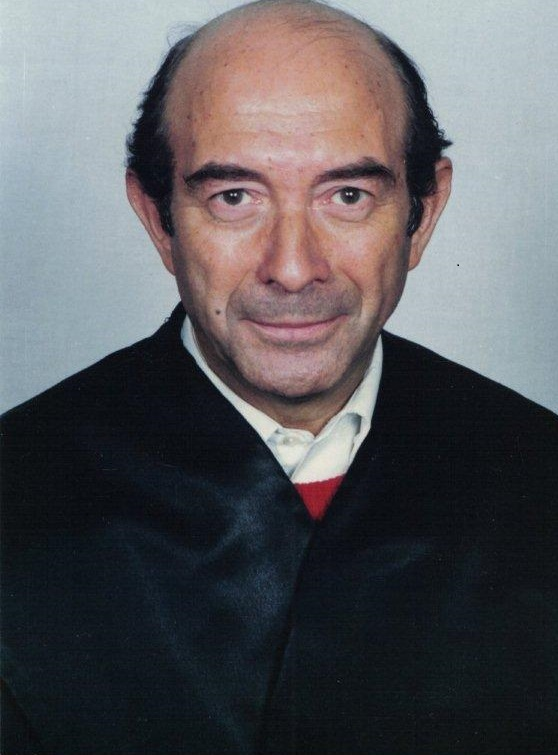
Fotografía del periodista y escritor español Bernardino M. Hernando

Bernardino Martínez Hernardo (Mansilla de las Mulas, León, 8 de agosto de 1934 - Madrid, 7 de abril de 2019) fue un profesor universitario, escritor y periodista que, desde 1992, fue, por sucesivas elecciones, miembro de la Junta Directiva de la Asociación de la Prensa de Madrid, en la que ejerció de archivero bibliotecario hasta el 19 de noviembre de 2015.

## Biografía
Estudió Humanidades y Filosofía en el Seminario Conciliar de León e hizo la licenciatura en Teología en la Universidad Pontificia de Comillas (Cantabria). En la Universidad Católica de París obtuvo la diplomatura en Lengua y Civilización francesas.Trabajó en León hasta 1969 en actividades pastorales e intelectuales como profesor, conferenciante, colaborador en prensa y radio. A los 17 años había tenido colaboración semanal en El Diario de León, donde más tarde, en los años 60, también colaboró semanalmente y tuvo una charla diaria en Radio Popular de León. En 1963 es cofundador y director en sus dos primeros números de la revista de poesía Claraboya (León) en la que colabora con poemas y reseñas hasta su desaparición en 1968. Igualmente en León, y por esa misma época, funda el club juvenil cultural Forecu en el que se dan conferencias, conciertos musicales, funciones teatrales, sesiones de cine y cineforums. Los miembros del club eligen a sus directivos.
En 1969 se trasladó a Madrid para dedicarse exclusivamente al ejercicio del periodismo, a la enseñanza universitaria y la escritura y publicación de libros.
Estudió periodismo en la Escuela Oficial de Madrid, obteniendo el carné de periodista profesional en 1973 y convalidó los estudios en la recién fundada Facultad de Ciencias de la Información de la Universidad Complutense de Madrid donde ingresó como profesor numerario por oposición después de haber conseguido el Doctorado en periodismo con una tesis sobre estadística lexical en el lenguaje periodístico titulada Vocabulario comparado de los periódicos de Madrid (1987) que fue editada en dos volúmenes por la Universidad Complutense (1988).
Entre 1969 y 1982 ocupó sucesivamente, en el semanario madrileño Vida Nueva, los cargos de auxiliar de redacción, redactor, redactor-jefe y director. Dimitió como director en julio de 1982 para pasar a redactor-jefe del diario Informaciones en su segunda época y en el que, en los últimos meses de 1983, ejerció de director en funciones. En el diario Informaciones de la primera época (años 70) colaboró asiduamente y popularizó un pequeño artículo diario en primera página.
En 1973 fundó la revista bimestral Sociedad/Familia, que dirigió hasta 1998 colaborando en otras revistas y diarios nacionales (La Gaceta del Norte, Signo, El Ciervo, Hechos y Dichos, Vía Libre, Informaciones, El País, Blanco y Negro, Razón y Fe, Sal Terrae…) así como publicando trabajos de investigación periodística en revistas especializadas (Revista de Ciencias de la información, Lingüística Española Actual, Comunicación y estudios universitarios, Estudios sobre el mensaje periodístico, Arbor…) y colaborando en Radio Nacional de España y la Cope Madrid.
Entre 1988 y 2000 pertenece al Consejo de dirección del semanario Tribuna donde es editorialista y cronista cultural. En 1994 es editor coordinador de Estudios sobre el mensaje periodístico, revista del Departamento de Periodismo I de la Universidad Complutense.
En 2005 se jubiló como profesor numerario de Periodismo de la Universidad Complutense. En 2008 formó parte del jurado del Premio Nacional de las Letras Españolas, que fue concedido a Juan Goytisolo.

## Obras
- Historias del coadjutor (1963)
- De hombre a hombre (1964)
- Los días grandes (1966)
- Antología narrativa del siglo XIX (2 vol.)(1969)
- La juventud está loca. Lecturas para padres descontentos (1969)
- Los jóvenes (En colaboración con Antonio Gamoneda) (1970)
- Padres jóvenes hijos pequeños (1971)
- Testigo del misterio (1972)
- Jesucristo, ¿nuevo ídolo de la juventud? (1972)
- Iglesia-Estado ¿luna de miel-luna de hiel? (1976)
- Bendito país! (1976)
- Crónica de una nostalgia (1976)
- Delirios de cruzada (1977)
- Palabra de honor (1977)
- Los pasillos de Puebla (1979)
- El grano de mostaza (1981)
- Paráfrasis (1981)
- Vocabulario comparado de los periódicos de Madrid (2 vol.) (1988)
- Lenguaje de la prensa (1990)
- Persecuciones (2001)
- Ejercicios de melancolía (2006)
- La corona de laurel. Periodistas en la Real Academia Española (2007)
- Francos Rodríguez. Sobre periodismo (2007)
- 120 años de la Asociación de la Prensa de Madrid en fotos (1895-2015) (2015)

Obras colectivas
- Medios de comunicación. Curso por correspondencia (1974)
- Jesucristo (9 tomos) (1974)
- La iglesia dato informativo (1981)
- Diccionario de ciencias y técnicas de la comunicación (1991)
- Madrid (1992)
- La paz es una cultura (2001)
- Redacción para periodistas: informar e interpretar (2004)
- ¿Qué ves en la noche? (UPS) (2005)

Libros traducidos
- Del italiano: Wajku, el último Papa, por Domenico del Río (1986)
- Del coreano, en colaboración con Kab Dong Cho: Crónica de un lamento, por Hyegyeong-Gung Hong (2007) y La vida secreta de las plantas, por Lee Seung-U (2009)
- Del francés: Sobre la libertad de prensa por Mirabeau (traducción y edición) (2009).

## Premios obtenidos
- Premio nacional El Ciervo por artículos sobre la pena de muerte (1970).
- Premio periodístico de la Delegación Nacional de Juventudes  (1971).
- Premio periodístico revista Teresa (1972).
- Premio Luca de Tena (1991).[7][8]
- Premio Atlántida del Gremi D’Editors de Catalunya por fomento de la lectura (1993-94).[9]
- Premio Internacional de Poesía Antonio Oliver Belmás (2000).[10]